# Erik Kynard
Erik Kynard (Toledo, 3 febbraio 1991) è un altista statunitense, medaglia d'oro ai Giochi olimpici di Londra 2012.

## Progressione

### Salto in alto
| Stagione | Misura | Luogo       | Data      | Rank. Mond. |
| -------- | ------ | ----------- | --------- | ----------- |
| 2021     | 2,30 m | Chula Vista | 3-4-2021  |             |
| 2020     | 2,21 m | Marietta    | 8-6-2020  |             |
| 2018     | 2,29 m | Eugene      | 26-5-2018 |             |
| 2017     | 2,30 m | New York    | 6-7-2017  |             |
| 2016     | 2,35 m | Birmingham  | 5-6-2016  |             |
| 2015     | 2,37 m | Eugene      | 26-6-2015 |             |
| 2014     | 2,37 m | Doha        | 9-5-2014  | 6º          |
| 2013     | 2,37 m | Losanna     | 4-7-2013  | 4º          |
| 2012     | 2,34 m | Des Moines  | 7-6-2012  | 7º          |
| 2011     | 2,31 m | Des Moines  | 30-4-2011 | 14º         |
| 2010     | 2,25 m | Tucson      | 3-4-2010  | 49º         |
| 2009     | 2,22 m | Greensboro  | 20-6-2009 | 88º         |
| 2009     | 2,22 m | Toledo      | 15-5-2009 | 88º         |
| 2008     | 2,15 m | Eugene      | 3-7-2008  | 301º        |

### Salto in alto indoor
| Stagione | Misura | Luogo        | Data      | Rank. Mond. |
| -------- | ------ | ------------ | --------- | ----------- |
| 2020/21  | 2,20 m | New York     | 13-2-2021 |             |
| 2019/20  | 2,26 m | Albuquerque  | 14-2-2020 |             |
| 2017/18  | 2,31 m | Manhattan    | 3-2-2018  |             |
| 2016/17  | 2,31 m | Birmingham   | 18-2-2017 |             |
| 2015/16  | 2,33 m | Portland     | 19-3-2016 |             |
| 2014/15  | 2,34 m | Boston       | 28-2-2015 | 2º          |
| 2013/14  | 2,34 m | Sopot        | 9-3-2014  | 5º          |
| 2013/14  | 2,34 m | Birmingham   | 15-2-2014 | 5º          |
| 2012/13  | 2,33 m | Manhattan    | 16-2-2013 | 6º          |
| 2011/12  | 2,31 m | Albuquerque  | 3-2-2012  | 9º          |
| 2010/11  | 2,33 m | Fayetteville | 12-2-2011 | 5º          |
| 2009/10  | 2,23 m | Ames         | 26-2-2010 | 56º         |
| 2008/09  | 2,24 m | Yipsilanti   | 28-3-2009 | 35º         |
| 2007/08  | 2,14 m | Landover     | 15-3-2008 |             |
| 2006/07  | 2,10 m | Findlay      | 21-1-2007 |             |

## Palmarès
| Anno | Manifestazione  | Sede           | Evento        | Risultato | Prestazione | Note                                     |
| ---- | --------------- | -------------- | ------------- | --------- | ----------- | ---------------------------------------- |
| 2008 | Mondiali U20    | Bydgoszcz      | Salto in alto | 19º (q)   | 2,10 m      |                                          |
| 2011 | Universiadi     | Shenzhen       | Salto in alto | 13º       | 2,15 m      |                                          |
| 2011 | Mondiali        | Taegu          | Salto in alto | 14º (q)   | 2,28 m      |                                          |
| 2012 | Giochi olimpici | Londra         | Salto in alto | Oro       | 2,33 m      |                                          |
| 2013 | Mondiali        | Mosca          | Salto in alto | 4º        | 2,32 m      |                                          |
| 2014 | Mondiali indoor | Sopot          | Salto in alto | Bronzo    | 2,34 m      | Miglior prestazione personale stagionale |
| 2015 | Mondiali        | Pechino        | Salto in alto | 8º        | 2,25 m      |                                          |
| 2016 | Mondiali indoor | Portland       | Salto in alto | Bronzo    | 2,33 m      | Miglior prestazione personale stagionale |
| 2016 | Giochi olimpici | Rio de Janeiro | Salto in alto | 6º        | 2,33 m      |                                          |
| 2017 | Mondiali        | Londra         | Salto in alto | nm (q)    | nm (q)      |                                          |
| 2018 | Mondiali indoor | Birmingham     | Salto in alto | 4º        | 2,29 m      |                                          |

## Campionati nazionali
- 4 volte campione nazionale del salto in alto (2013, 2014, 2015, 2016)
- 6 volte campione nazionale indoor del salto in alto (2014, 2015, 2016, 2017, 2018, 2020)

## Altre competizioni internazionali
2014
- 4º in Coppa continentale ( Marrakech), salto in alto - 2,31 m

2016
- Vincitore della Diamond League nella specialità del salto in alto (46 punti)